# Satellite Sisters
Satellite Sisters est un roman de science-fiction de l'écrivain français naturalisé canadien Maurice G. Dantec paru le 23 août 2012. Il s'agit de la suite de Babylon Babies,.

## Résumé
À l’extrémité du globe, un groupe d’hommes et de femmes entament le dernier voyage horizontal[Quoi ?] de l’humanité. Toorop, Darquandier, Les jumelles Zorn, Joe-Jane, mais aussi Astrid Wong, Boris Dantzik, Andreas Schaltzmann et Alice Kristensen sont conviés à une course-poursuite à travers l’océan Pacifique, l’Australie, les forêts subéquatoriales jusqu’à la planète Mars, l’Armée mondiale de l’ONU 2.0 aux trousses. Le Las Vegas du Nevada sera la dernière étape terrestre avant le décollage pour le Las Vegas orbital, celui qui sépare l’humanité en deux. Les premiers aventuriers de l’espace sont aussi les gardiens du plus grand et du plus dangereux secret de l’univers. 
Road-movie crépusculaire ponctué de trahisons et d’assassinats pour la domination de la Haute-Frontière, Satellite Sisters reprend, pour les dépasser, les enjeux de Babylon Babies. L'être humain est une épopée aussi vaste que le cosmos.
GO UP, GET HIGH, SPACE OUT. Bienvenue en 2030, parmi les premières colonies spatiales.

### Personnages célèbres
Outre les personnages créés par Dantec dans ses précédents romans  La Sirène rouge, Les Racines du mal et Babylon Babies, des célébrités contemporaines font partie du groupe de voyageurs spatiaux : Richard Branson, Paul Allen, Franklin Chang-Diaz, Elon Musk et Fedor Emelianenko.

### Polémique
Un article du no 78 de Chronic'art, paru le 31 août 2012, soit huit jours après la sortie officielle du roman, révèle que « Dantec a déposé contre son éditeur et ex-agent littéraire David Kersan, ainsi que contre les éditions Ring, une plainte au pénal visant à faire annuler un contrat d'édition dont la signature aurait été soutirée à l'écrivain, alors que celui-ci se trouvait dans un état de détresse physique et psychique particulièrement graves. ». Un référé jugé au tribunal de grande instance de Paris, a débouté Maurice Dantec de ses demandes, le condamnant au versement de 1 500 euros. Interrogé, Maurice Dantec offre au magazine Gonzaï une « chronologie des événements qui ont empêché toute résolution de ce conflit à l'amiable ».